# آسیاب‌آبی دخمه صفائیه
آسیاب آبی دخمه صفائیه مربوط به دوره قاجار است و در یزد، ضلع شمالی محوطه آرامگاه و دخمه زرتشتیان واقع شده و این اثر در تاریخ ۷ مهر ۱۳۸۱ با شمارهٔ ثبت ۶۵۴۶ به‌عنوان یکی از آثار ملی ایران به ثبت رسیده است.